# Tragia benthamii
Tragia benthamii är en törelväxtart som beskrevs av John Gilbert Baker. Tragia benthamii ingår i släktet Tragia och familjen törelväxter. Inga underarter finns listade i Catalogue of Life.